# Aero Holland

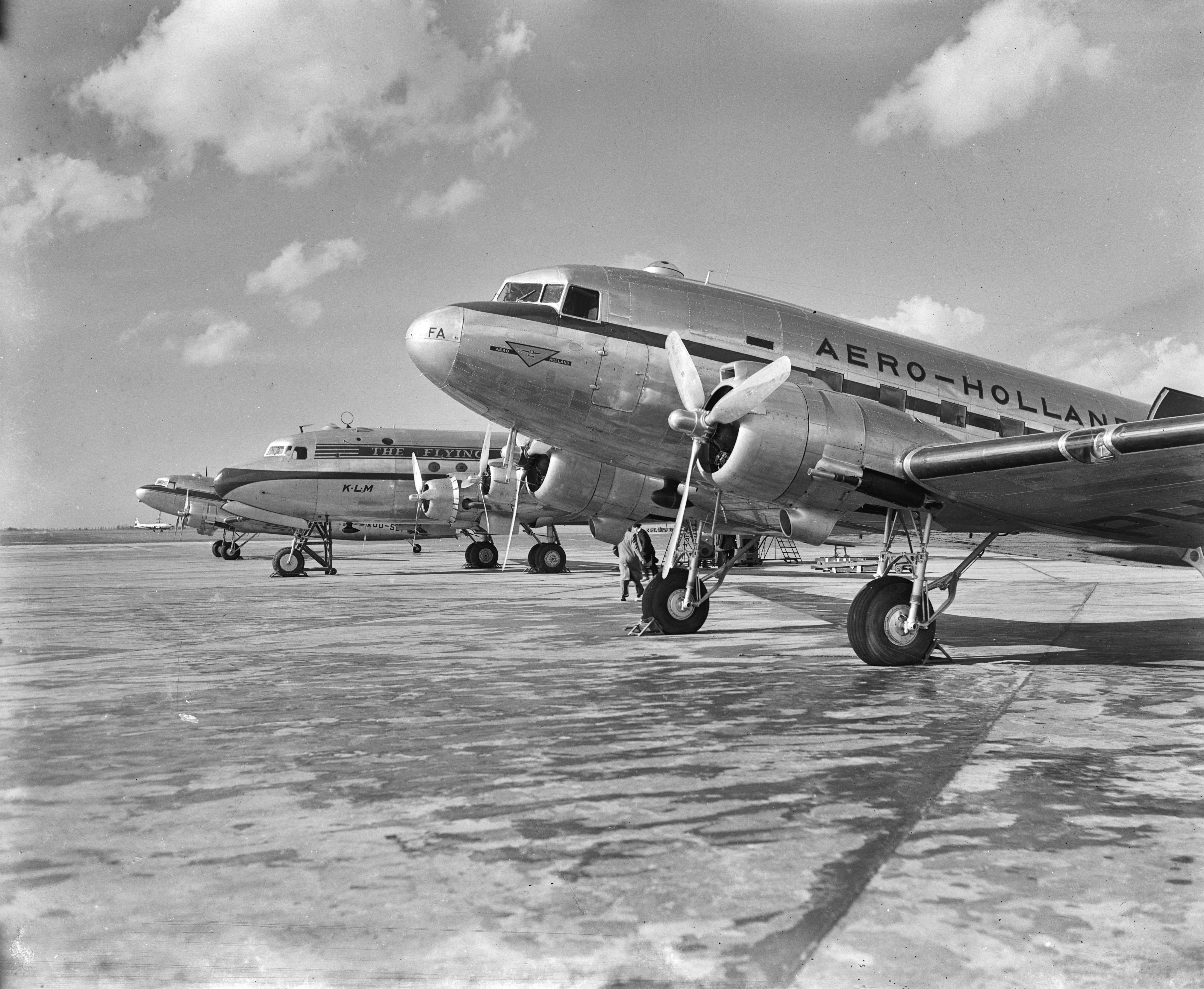
Aero-Holland Douglas DC-3 en 1948

Aero Holland est une compagnie aérienne hollandaise qui a disparu. Elle a commencé ses opérations en 1949. Elles ont pris fin en 1953. Le 20 novembre 1949, 34 personnes ont été tuées dans la catastrophe aérienne de Hurum lorsqu'un de ses Douglas DC-3 s'est écrasé à Hurum, en Norvège, ne laissant qu'un seul survivant.